# Pleiospilos simulans
Pleiospilos simulans es una  especie de planta suculenta de la familia de las aizoáceas. Es originaria de Sudáfrica

## Descripción
Es una pequeña planta suculenta perennifolia, con un tamaño de 5 cm de altura. Se encuentra a una altitud de 370 - 1000 metros en Sudáfrica.

## Sinonimia
- Mesembryanthemum simulans Marloth (1907) basónimo[1][2]